# Sapromyza laevatrispina
Sapromyza laevatrispina är en tvåvingeart som beskrevs av Miguel Carles-Tolrá 1992.
Sapromyza laevatrispina ingår i släktet Sapromyza och familjen lövflugor. Artens utbredningsområde är Spanien. Inga underarter finns listade i Catalogue of Life.